# Johanna Niederhellmann
Johanna Niederhellmann (née le 6 février 1891 à Ruhrort, morte le 18 avril 1956 à Duisbourg) est une militante politique, résistante allemande au nazisme.

## Biographie
Niederhellmann vient d'une famille chrétienne. Après avoir fréquenté la Volksschule et un établissement d’enseignement secondaire, elle étudie la pédagogie et devient enseignante à l'école privée de Duisbourg-Beeck.
Après la Première Guerre mondiale, elle rejoint la Deutsche Friedensgesellschaft. Elle est également membre de la Ligue internationale des femmes pour la paix et la liberté et de la Fédération internationale des ligues des droits de l'homme. Elle adhère à un syndicat et, en 1926, devient membre du SPD. Elle anime des conférences consacrées aux droits des femmes d'abord dans sa section locale puis va au-delà de la ville. Sa sœur Herta est membre du Parti socialiste ouvrier d'Allemagne (SAPD).
Immédiatement après l'arrivée au pouvoir des nazis en mars 1933, des perquisitions sont effectuées, parfois sous l'autorité d'un membre important. Après s'être vue interdire d'enseigner en septembre, elle déménage chez ses parents dans la vieille ville de Ruhrort. Cet appartement est le lieu de rassemblement illégal pour les résistants issus du SPD, notamment Sebastian Dani et Hermann Runge. Il s'agit notamment de la distribution de matériel éducatif illégal. Un projet particulièrement efficace est développé ici : la conversion de la boulangerie Germania en un centre de distribution d'appels à la résistance dans des miches de pain. Lorsque le centre de résistance est connu de la Gestapo, Niederhellmann est arrêtée en juin 1935 et sévèrement torturée. Dans le procès monté, elle est condamnée à trois ans de prison. On ne sait pas pourquoi elle n'est pas transférée dans un camp de concentration. Selon certaines informations, ses trois frères, partisans du NSDAP, auraient pu empêcher son envoi dans le camp de concentration.
Après la fin du Troisième Reich, Niederhellmann participe à la reconstruction du SPD. Au conseil municipal provisoire de Duisbourg, elle est la seule femme représentante d'un quartier, celui de Ruhrort. De 1945 à 1948, elle préside le comité du logement pour d'autres districts : Beeck, Beeckerwerth et Laar. Elle est aussi pour le rétablissement des syndicats, notamment en tant que membre du "Comité de la réforme de l'unité syndicale".
Pour des raisons de santé - l'emprisonnement et la torture l'ont gravement affectée -, elle prend sa retraite en 1948 de tous les postes politiques et de toutes les fonctions.